# Блащак, Павел
Павел Блащак (пол. Paweł Błaszczak) — польский композитор и звукорежиссёр, участник демосцены. Блащак пишет музыку в основном для компьютерных игр. В 1995 году Блащак и другой польский композитор Адам Скорупа образовали компанию «gamesXsound».

## Биография и творчество
Павел Блащак родился в польском городе Вроцлав. Музыку Блащак начал писать с 1982 года, когда купил себе Commodore 64.
В 1995 года Павел Блащак и его друг Адам Скорупа, также трекерщик и уроженец Вроцлава, образовывают совместную компанию «gamesXsound», которая занимается созданием музыки и звукового оформления для компьютерных игр, кинофильмов, мультимедиа и рекламных роликов. Все свои последующие музыкальные работы для игр Павел Блащак создавал именно в составе «gamesXsound».
В 1997 году Блащак занял место звукового директора в польской компании Techland, которая специализируется на разработке компьютерных игр и расположена во Вроцлаве.
Последней и самой значимой работой Блащака в игровой музыке стала участь в создании масштабного саундтрека для ролевой компьютерной игры Ведьмак (The Witcher), которая разрабатывалась польской компанией CD Projekt RED (дочерний филиал крупнейшего польского издателя CD Projekt) и была выпущена 24 октября 2007 года. Над саундтреком, кроме Блащака, работал и Адам Скорупа. Большая часть музыки была создана именно Блащаком, так как Скорупа в основном работал над звуковым сопровождением игры. В итоге саундтрек игры, как и сама игра, собрал множество лестных отзывов как от игровых рецензентов, так и от музыкальных. На церемонии «Best Original Score» (рус. Лучший оригинальный саундтрек), проводимой всемирно известным игровым сайтом IGN, саундтрек «Ведьмака» завоевал первое место.
Позже, в 2011 году Павел написал саундтрек к игре Dead Island, а в 2013 к игре Dead Island: Riptide. Также Блащак написал музыку к Dying Light, The Ascent и к нескольким играм серии Call of Juarez.
В настоящее время, Павел Блащак пишет музыку в программе Cubase.

## Подход к написанию музыки
По словам Павла Блащака, музыка игры Dying Light была вдохновлена саундтреками к фильмам в 1970-х и 1980-х годах, поскольку он считал, что более грустный тон такой музыки больше подходит для постапокалиптической обстановки игры, чем типичная музыка ужасов. Синтезаторы обычно используются в музыке, чтобы «подарить игрокам чувство покинутости, пустоты и грусти». При написании музыки для ночной части игры он стремится создать атмосферу тишины в ночное время. В конце концов команда создала свистящий звук, который звучал во время ночи, чтобы ночные встречи со врагом были «более пугающими».
Альбом был выпущен в цифровом формате 4 февраля 2015 года, примерно через неделю после выпуска игры. После релиза саундтрек получил высокую оценку Дэвида Хоутона из GamesRadar — «отклонения от типичной оркестровой музыки, а также для придания игре „настоящей текстуры и силы“». Он также заявил, что саундтрек, сыгранный во время игры, сделал игру «впечатляющим, окружающим опытом», и что музыка в игре дала уникальный тон и атмосферу, которых не удалось достичь большинству других игр.